# Onze-Lieve-Vrouweabdij

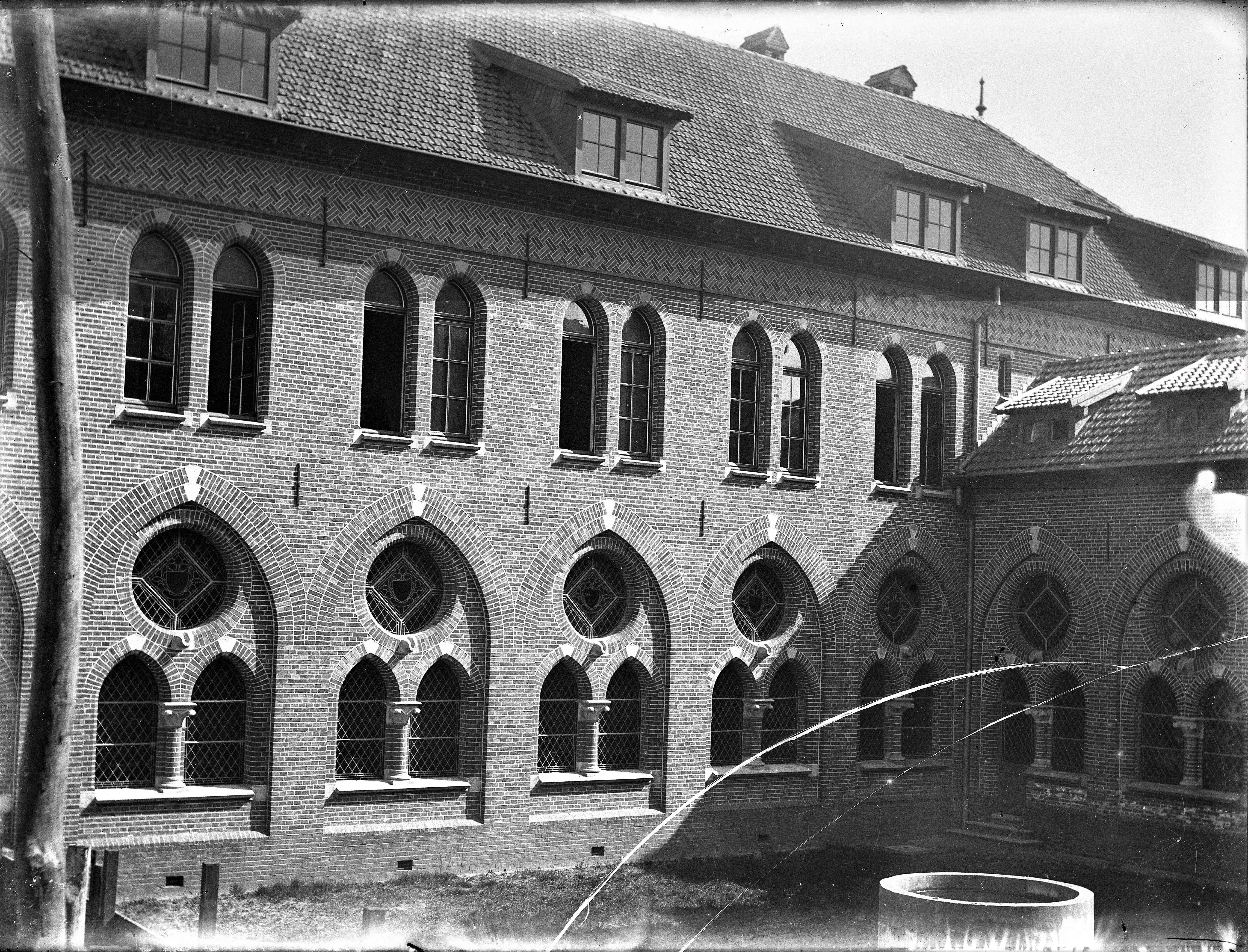
Onze Lieve Vrouwe Abdij Zandheuvel 90 Oosterhout, Glasplaatnegatieven van rond 1905-1910

De Onze-Lieve-Vrouweabdij is een benedictinessenabdij in Oosterhout, gelegen in het gebied De Heilige Driehoek.
De monialen van Wisques moesten, evenals de monniken, in het kader van de Franse secularisatiepolitiek uit 1901, uit Frankrijk vertrekken aangezien hun klooster zou worden opgeheven. Vele ordes vertrokken en abdis Thérèse Bernard besloot naar Nederland te komen. Daar werd een voormalige jongenskostschool, de School van Treffers, gekocht op landgoed Vredeoord. Hier stichtten de Franse zusters hun klooster. Er kwamen ook intredingen van Nederlandse monialen. In 1918 werd het weer mogelijk om naar Frankrijk terug te keren. Veel Franse zusters deden dat en in Oosterhout werd in 1919 een priorij gesticht met Mère Hildegarde Lamy de la Chapelle als priorin. In 1924 werd de priorij verheven tot abdij en Mère Hildegarde werd abdis. Ongeveer dertig zusters waren naar Wisques teruggekeerd zodat ook daar het moniale leven weer op gang kwam. In 1944 werd het Nederlands de voertaal in de abdij.
In 1969 ging de Onze-Lieve-Vrouweabdij deelnemen in de Nederlandse Congregatie van Benedictijnen (dus los van de Congregatie van Solesmes), evenals de nabijgelegen Sint-Paulusabdij en Sint-Adelbertabdij in Egmond en Slangenburg.
De bedrijvigheid in de abdij bestaat onder meer in een restauratieatelier voor gobelins en een atelier voor de vervaardiging van liturgische gewaden en textiel. Daarnaast worden iconen geschilderd, wordt er geweven en worden kaarsen beschilderd.
De abdijgebouwen zijn voornamelijk neogotisch.
In 2010 leefden er ongeveer 25 zusters in de Onze-Lieve-Vrouweabdij.

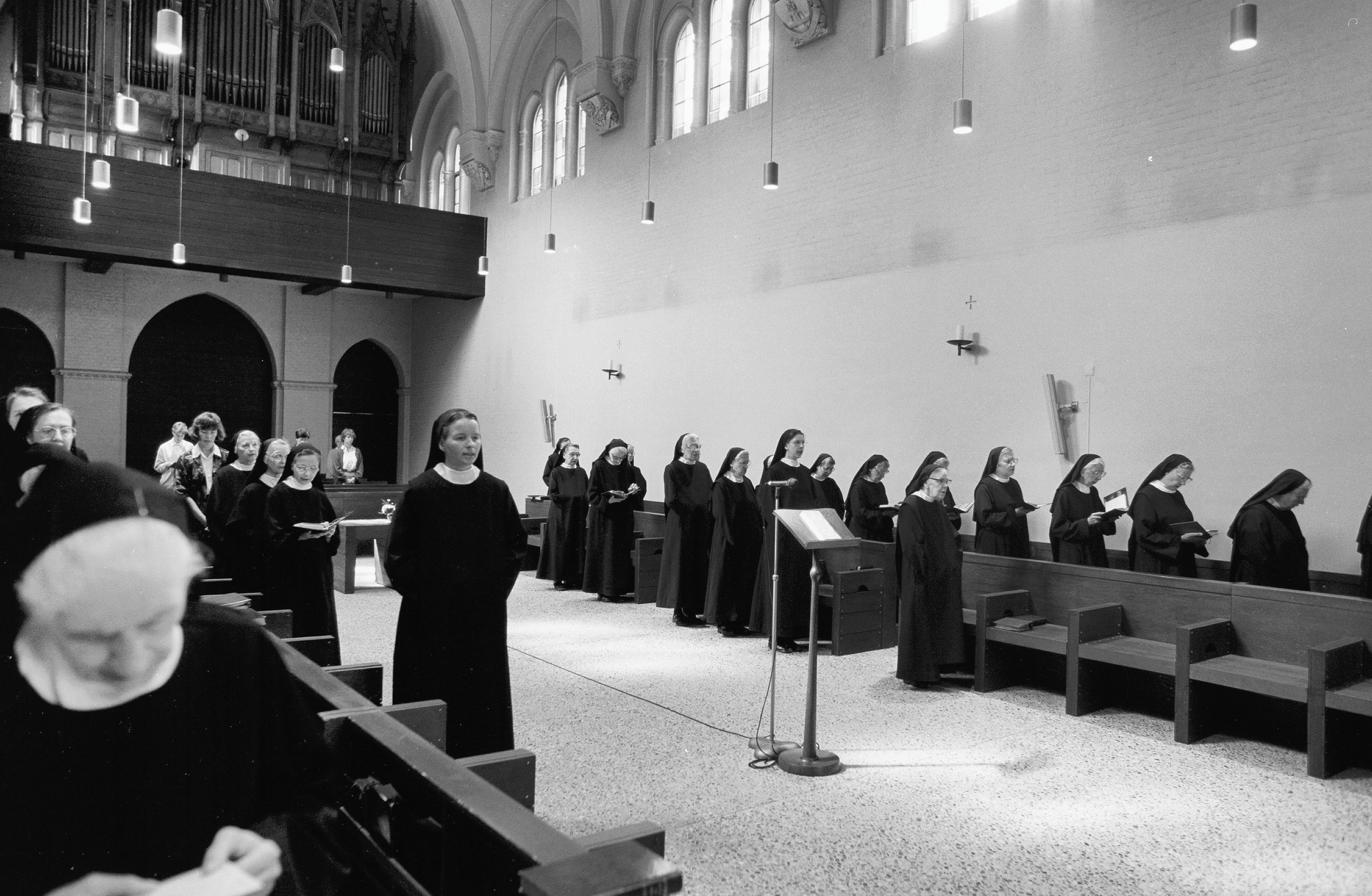
Kloosterkerk tijdens een dienst
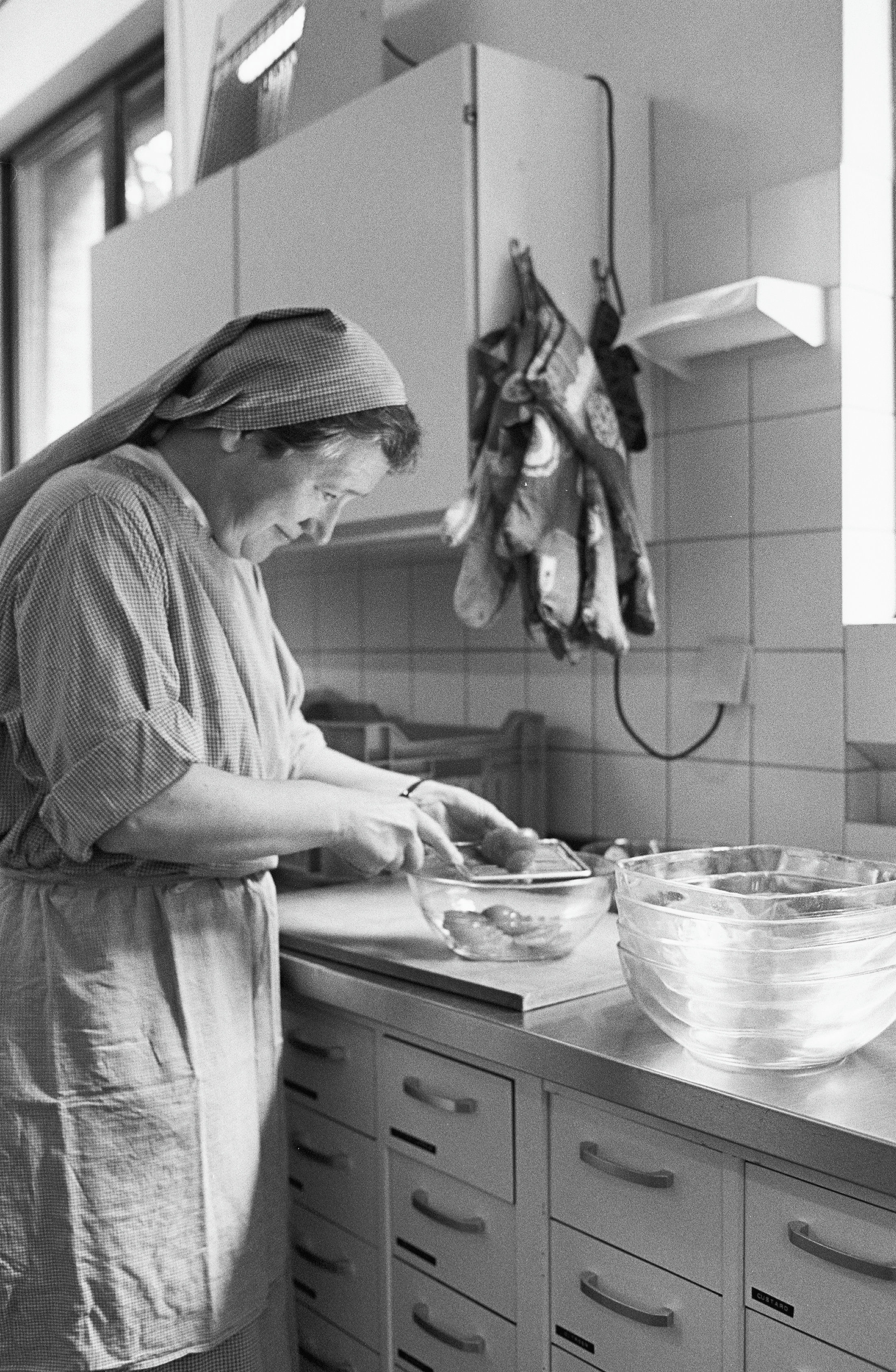
Zuster aan het werk in de keuken
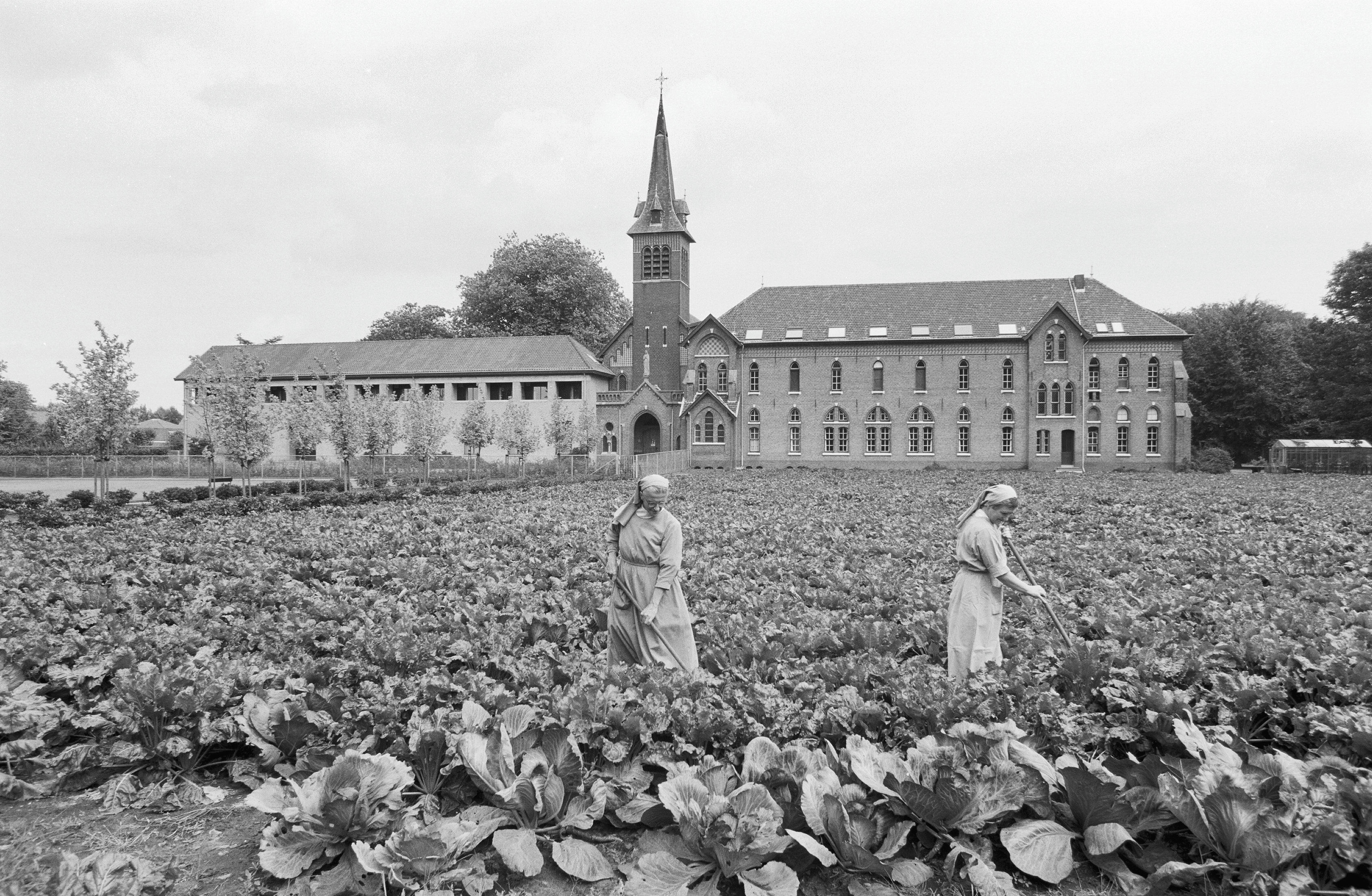
Zuster aan het werk in de moestuin
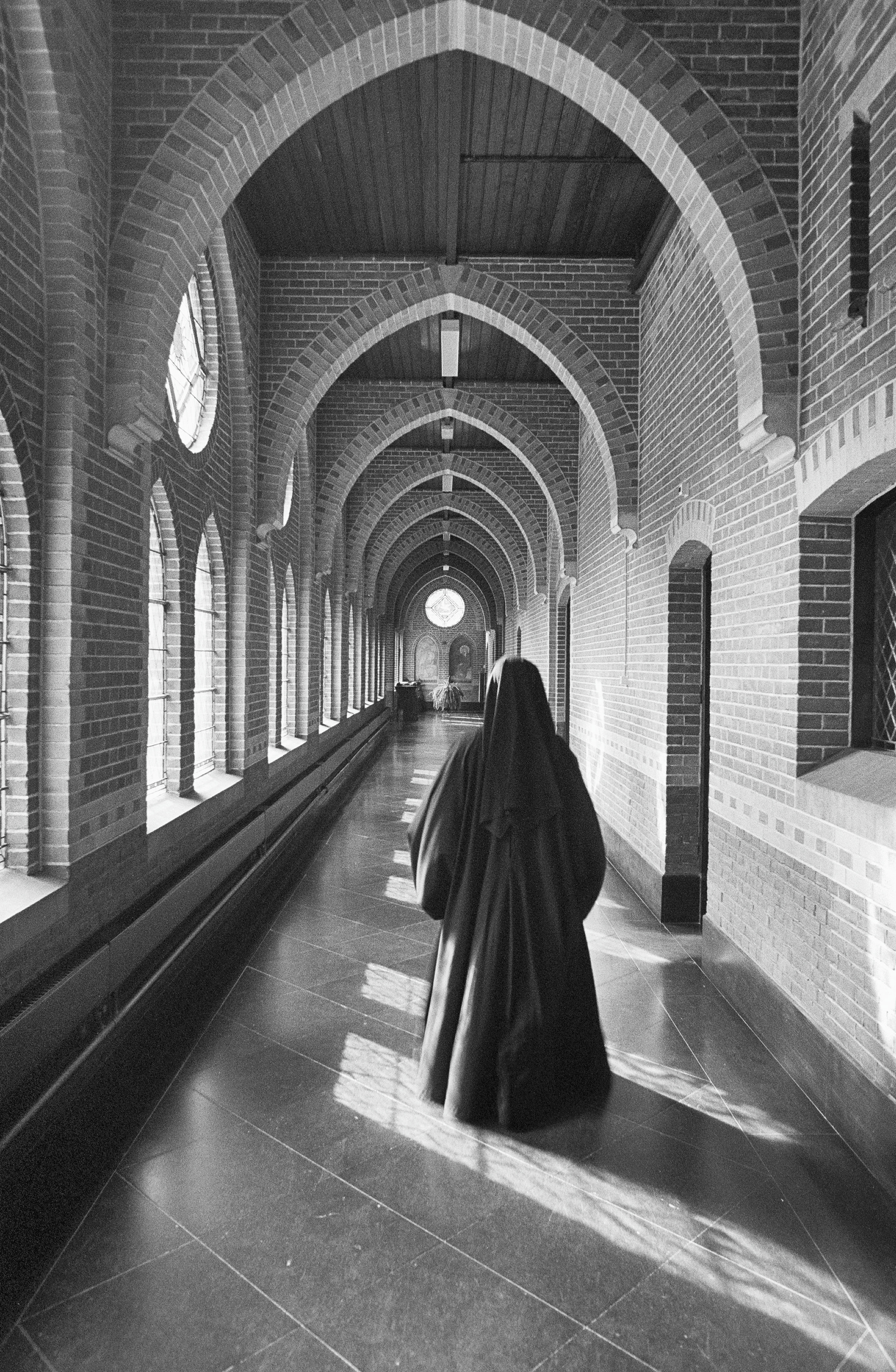
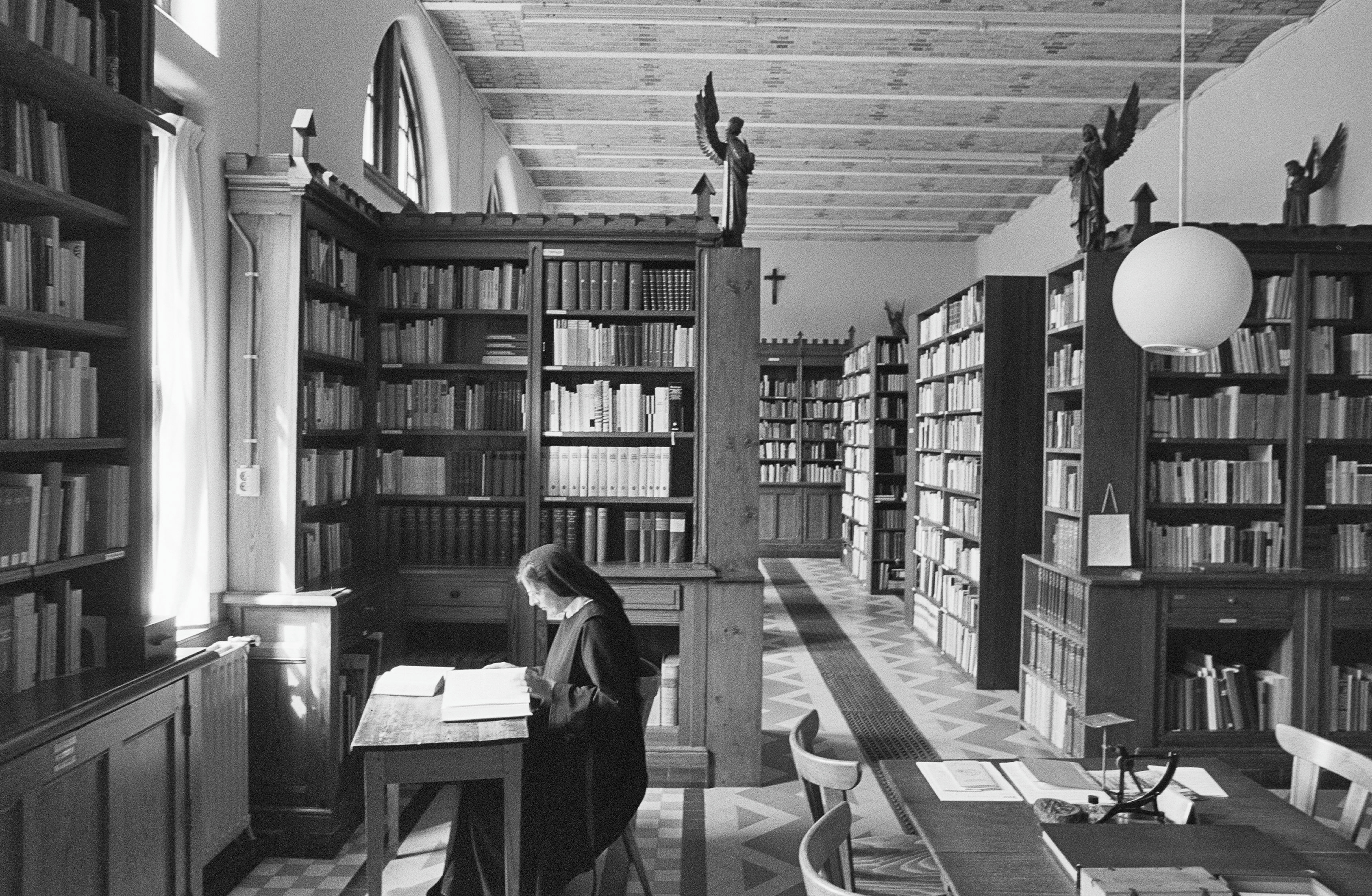
Lezende zuster in de bibliotheek van het klooster
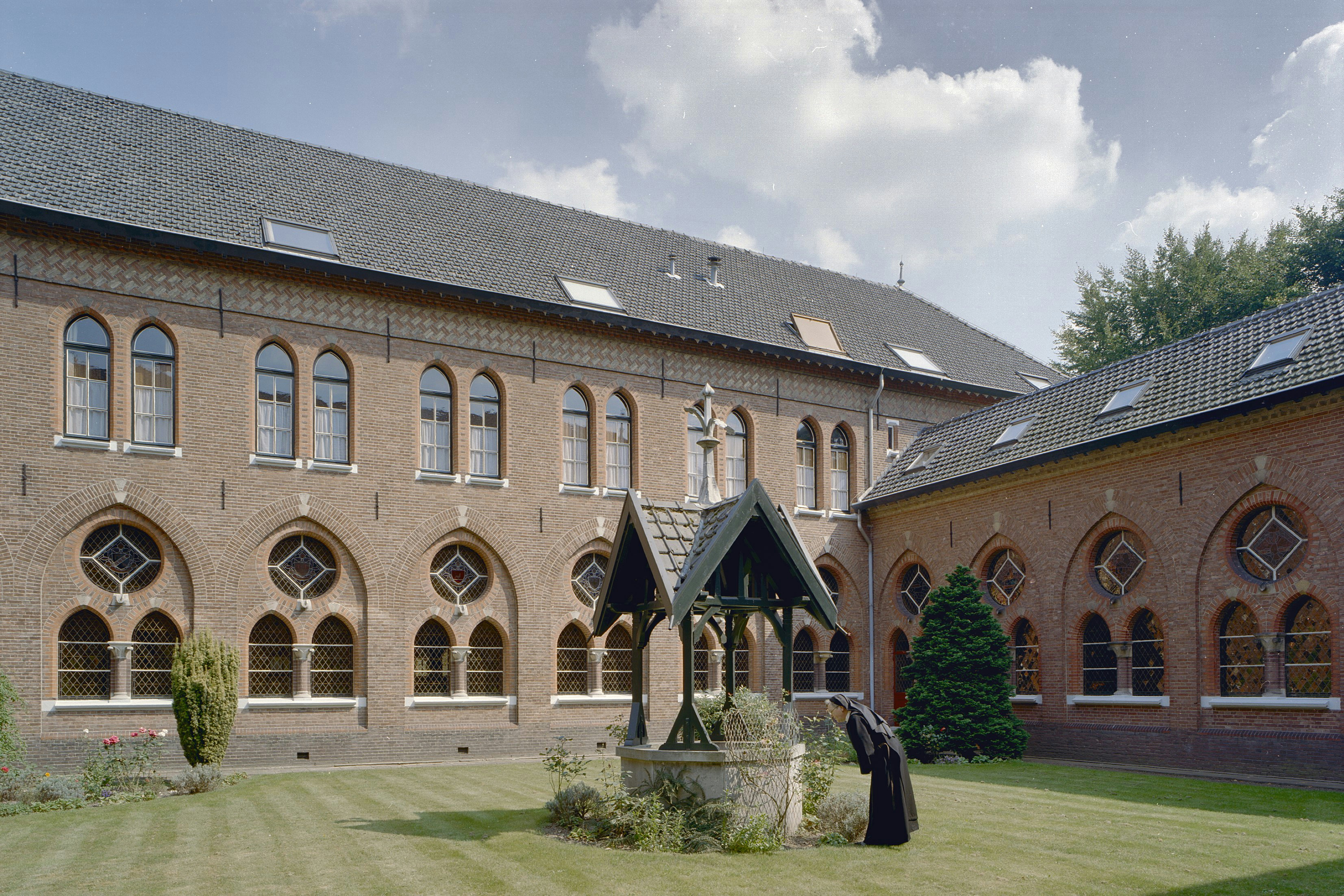
Centrale binnenplaats
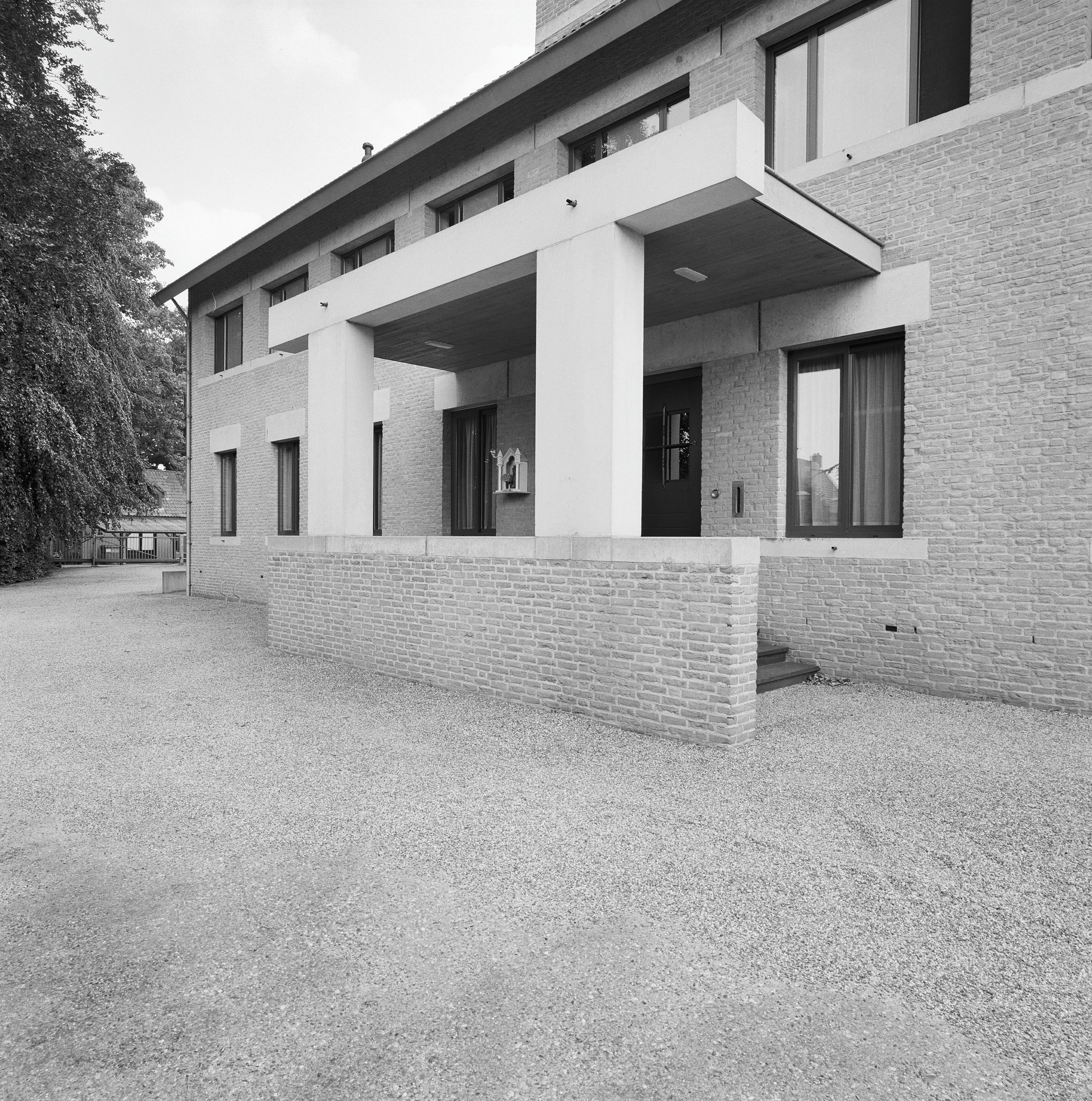
Exterieur nieuwbouw
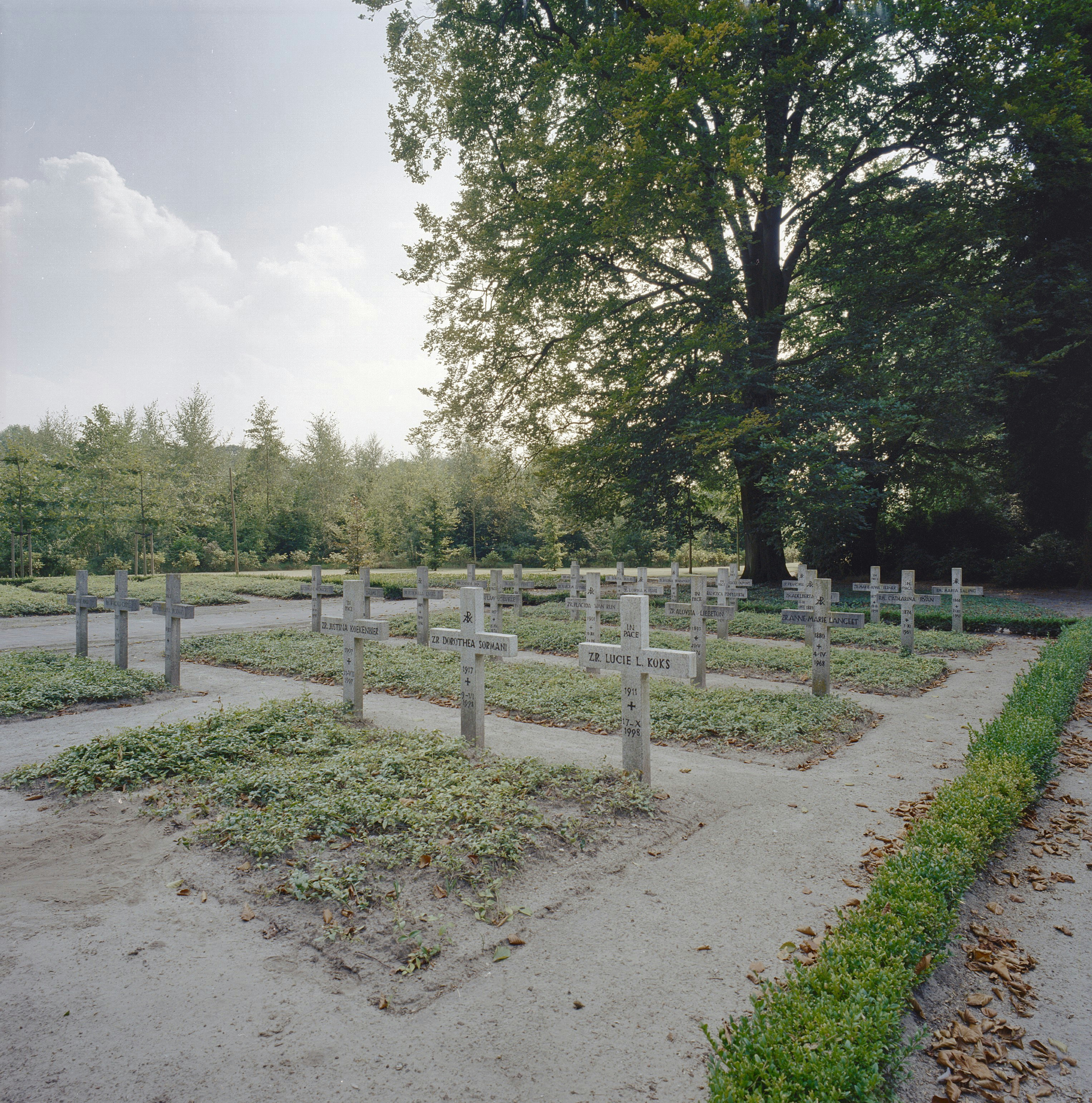
Begraafplaats
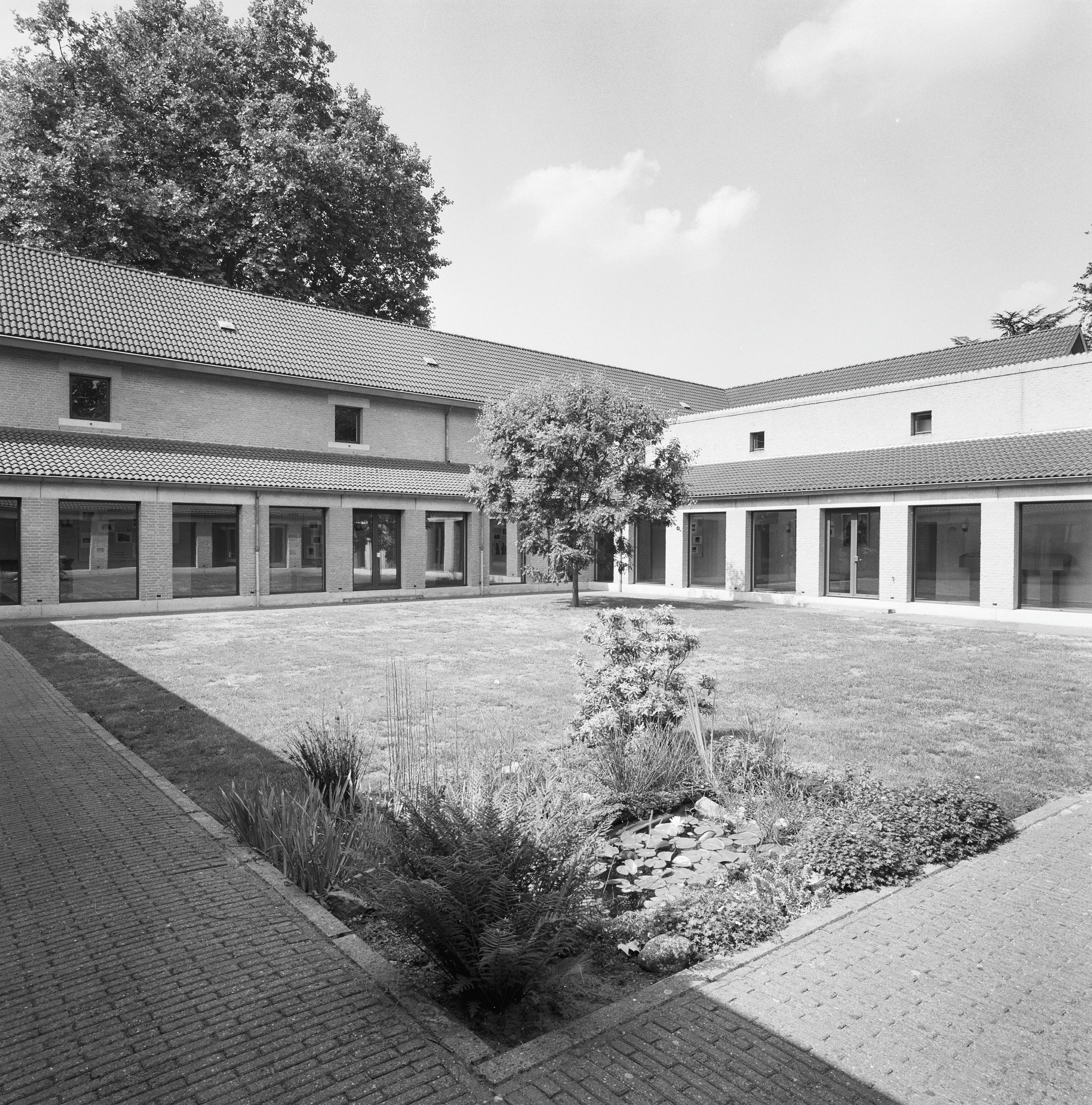
Binnenplaats nieuwbouw
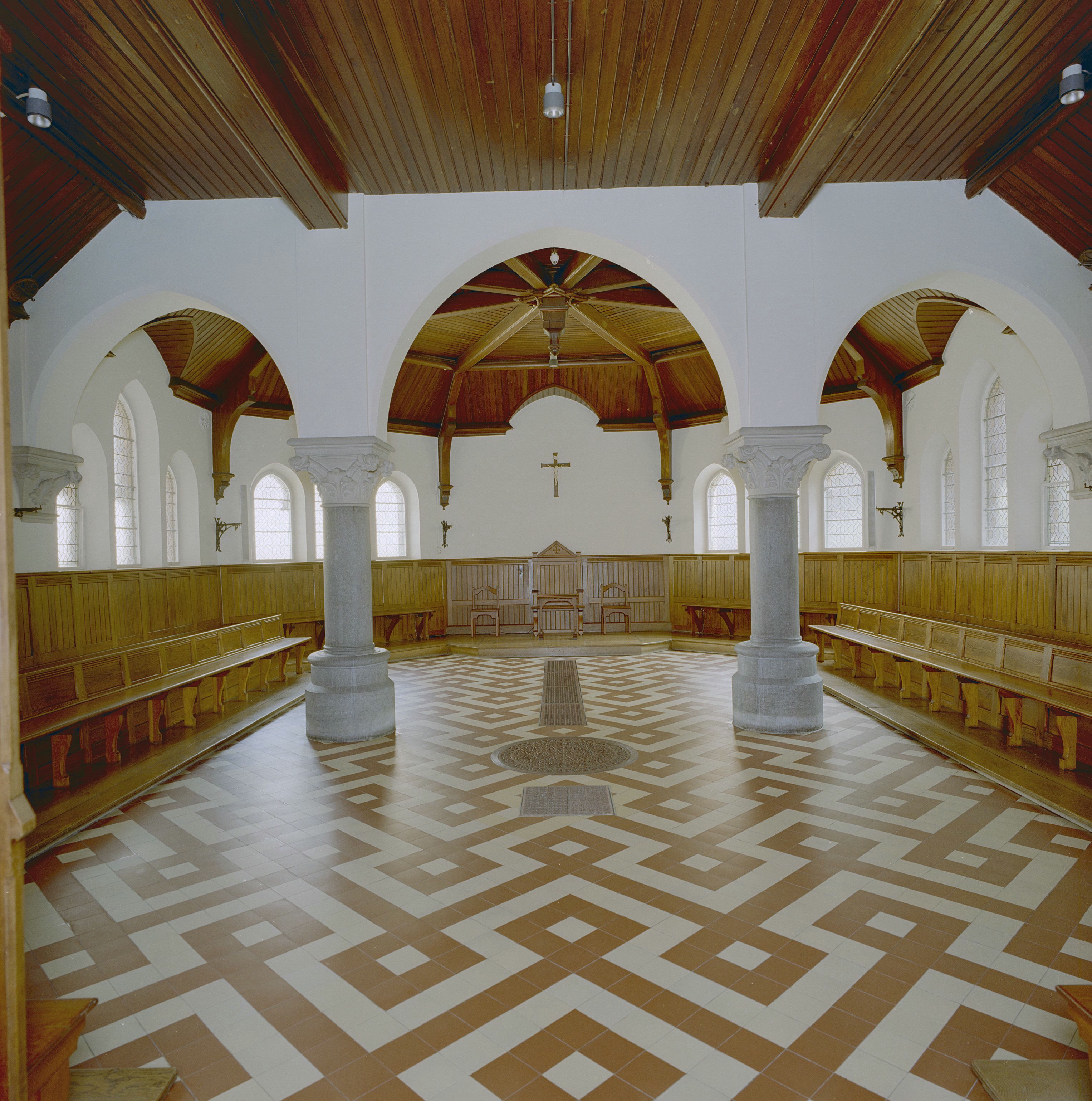
Kapittelzaal
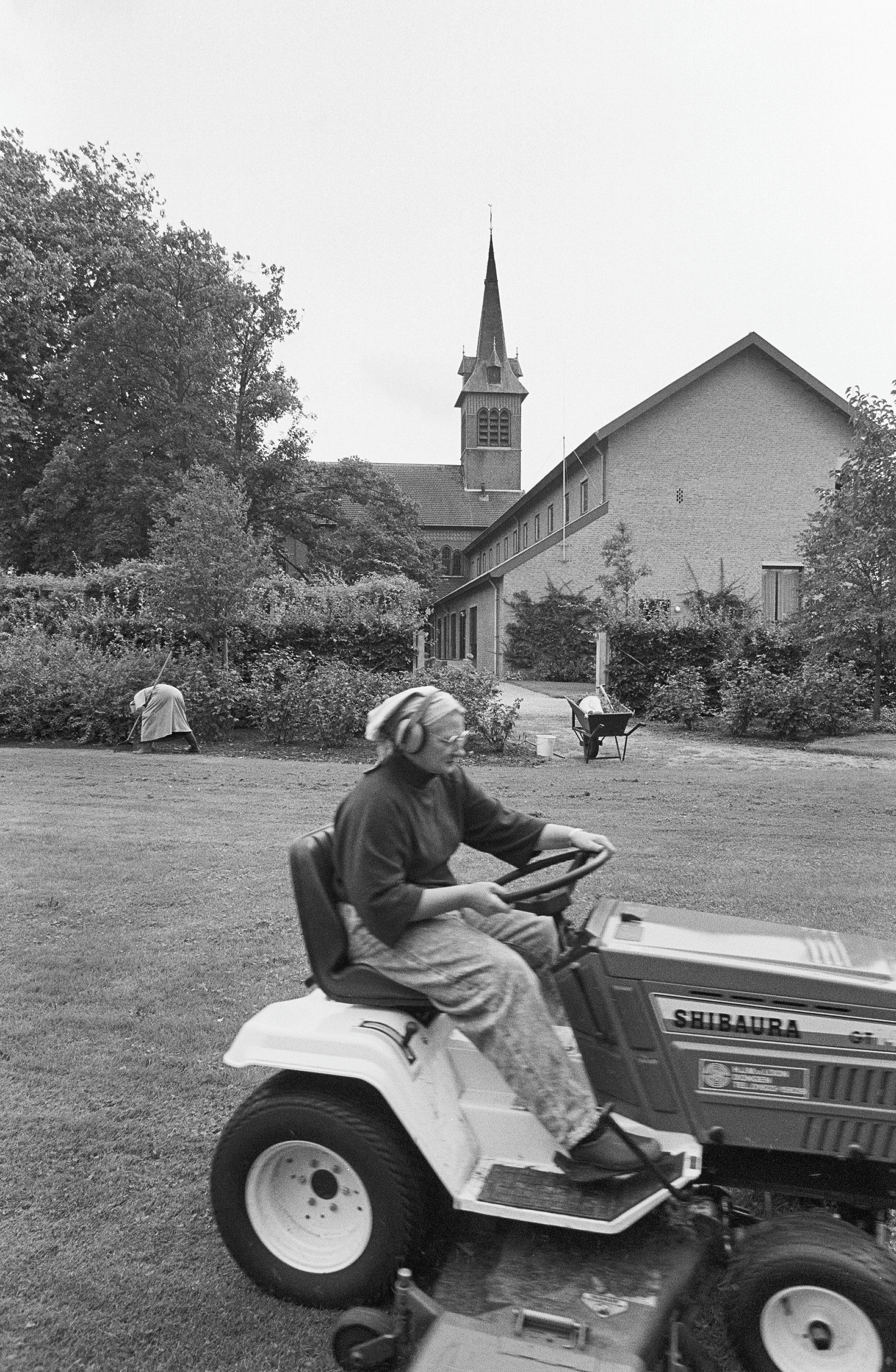
Zuster op de grasmaaier
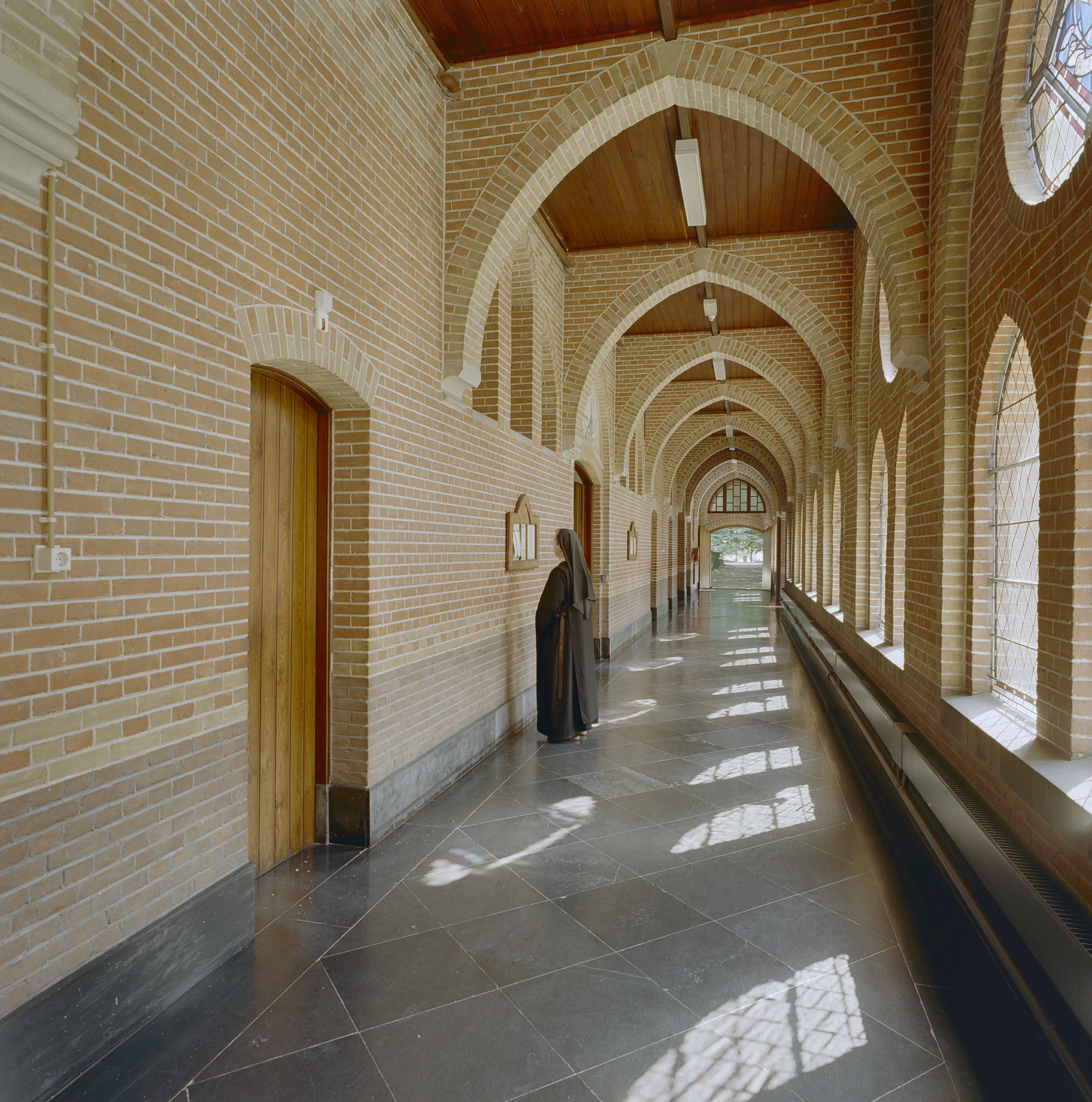
Kloostergang in de oudbouw
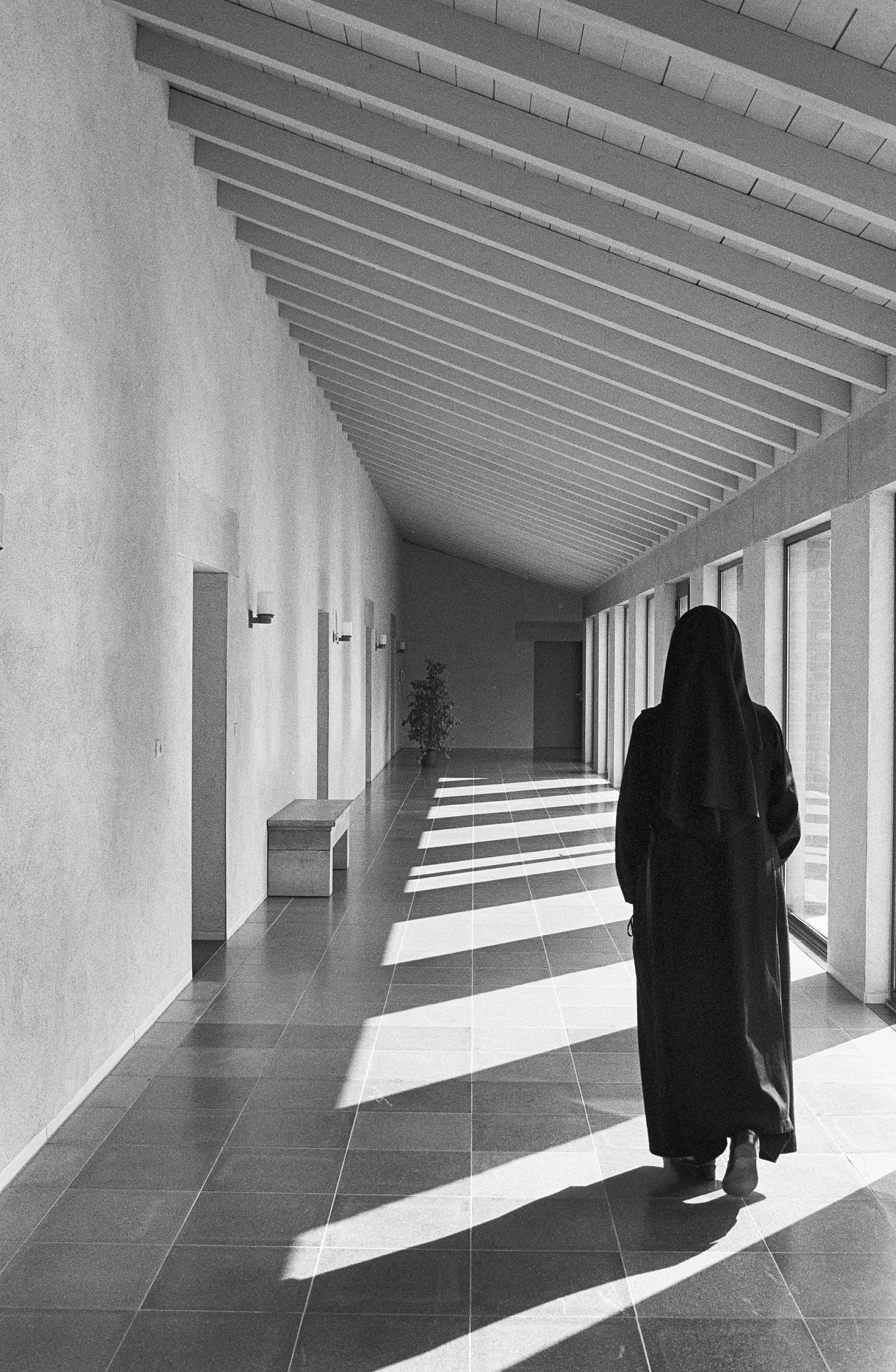
Kloostergang in nieuwbouw
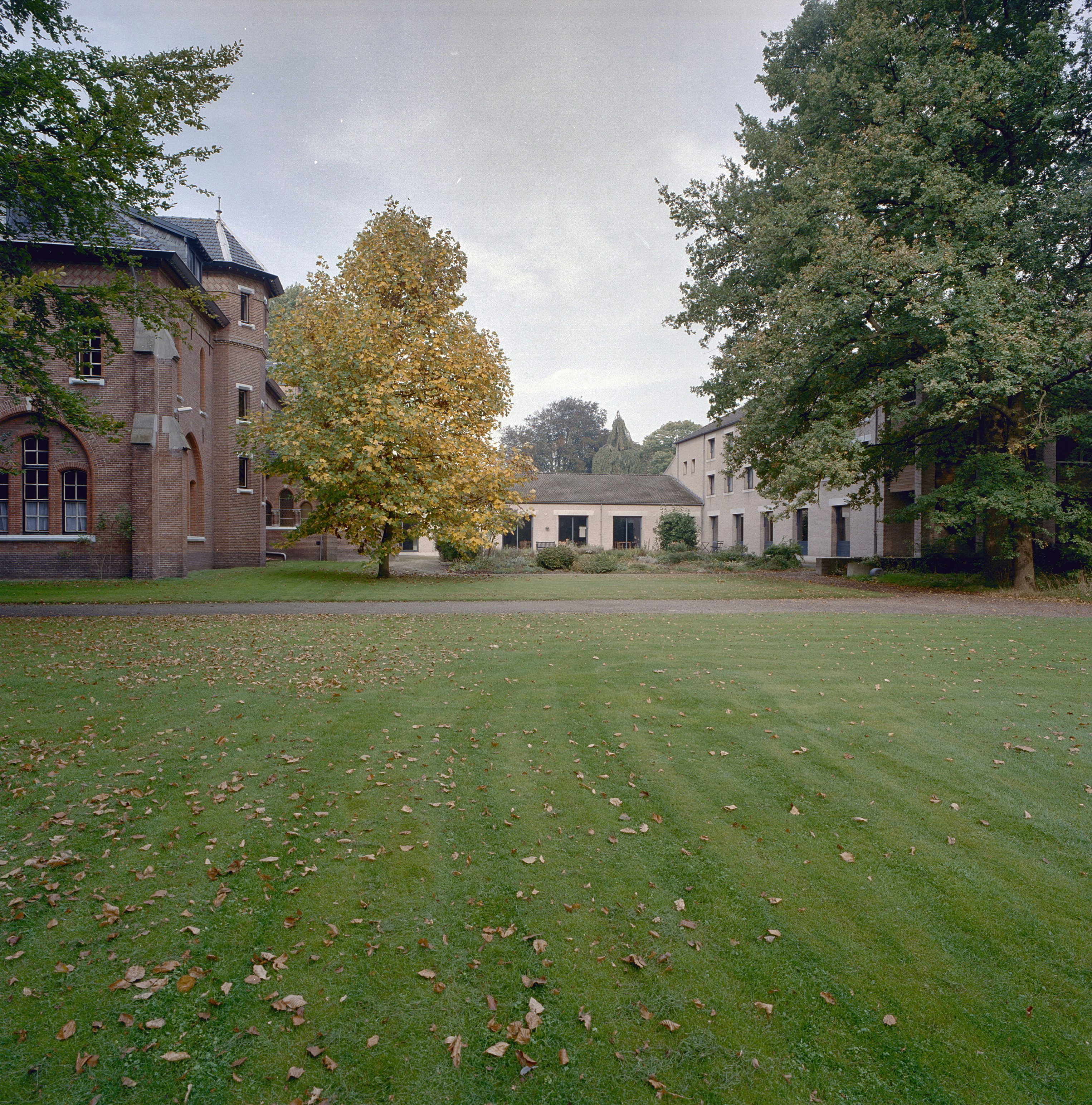
Oudbouw en nieuwbouw
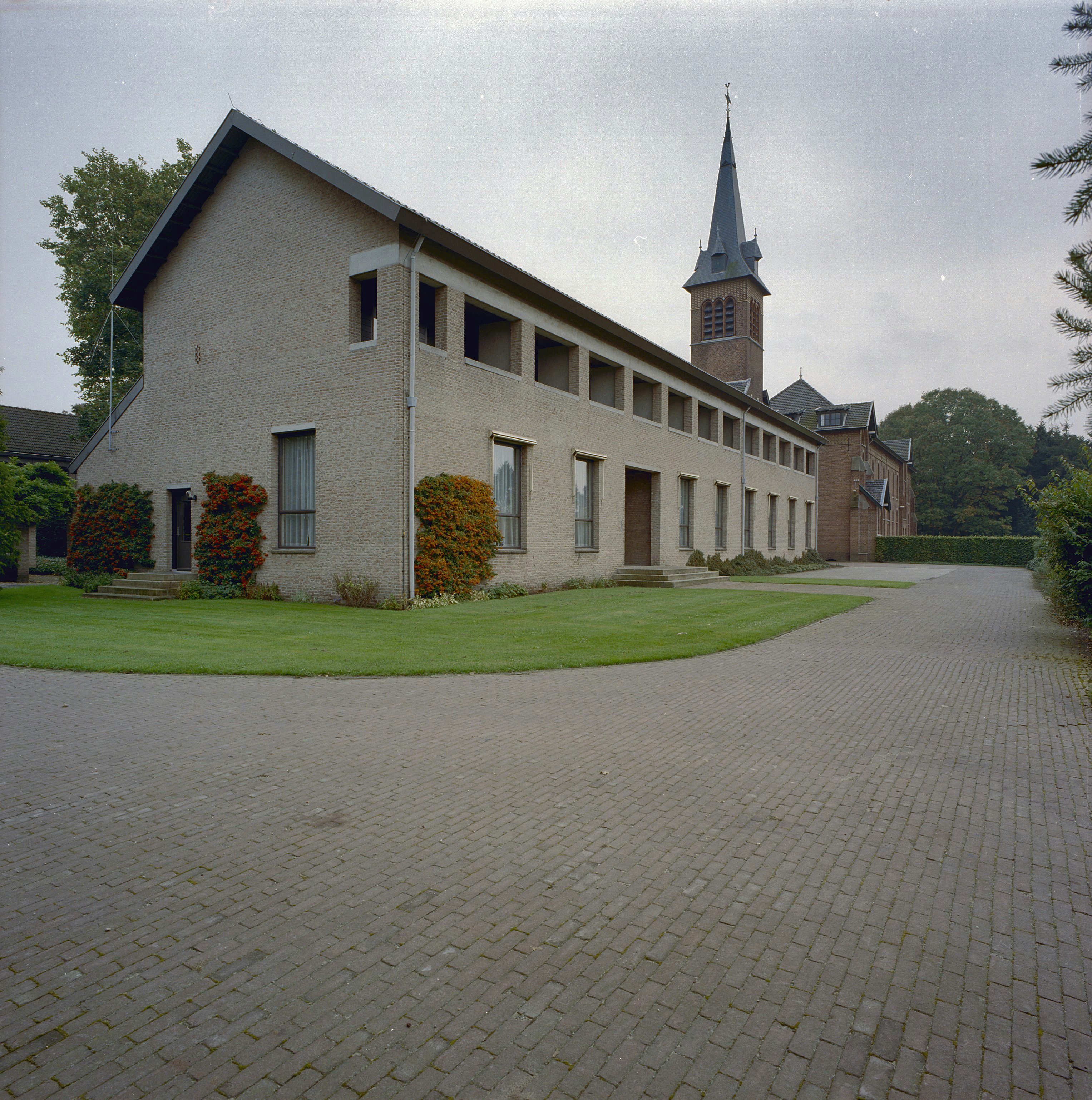
Nieuwbouw
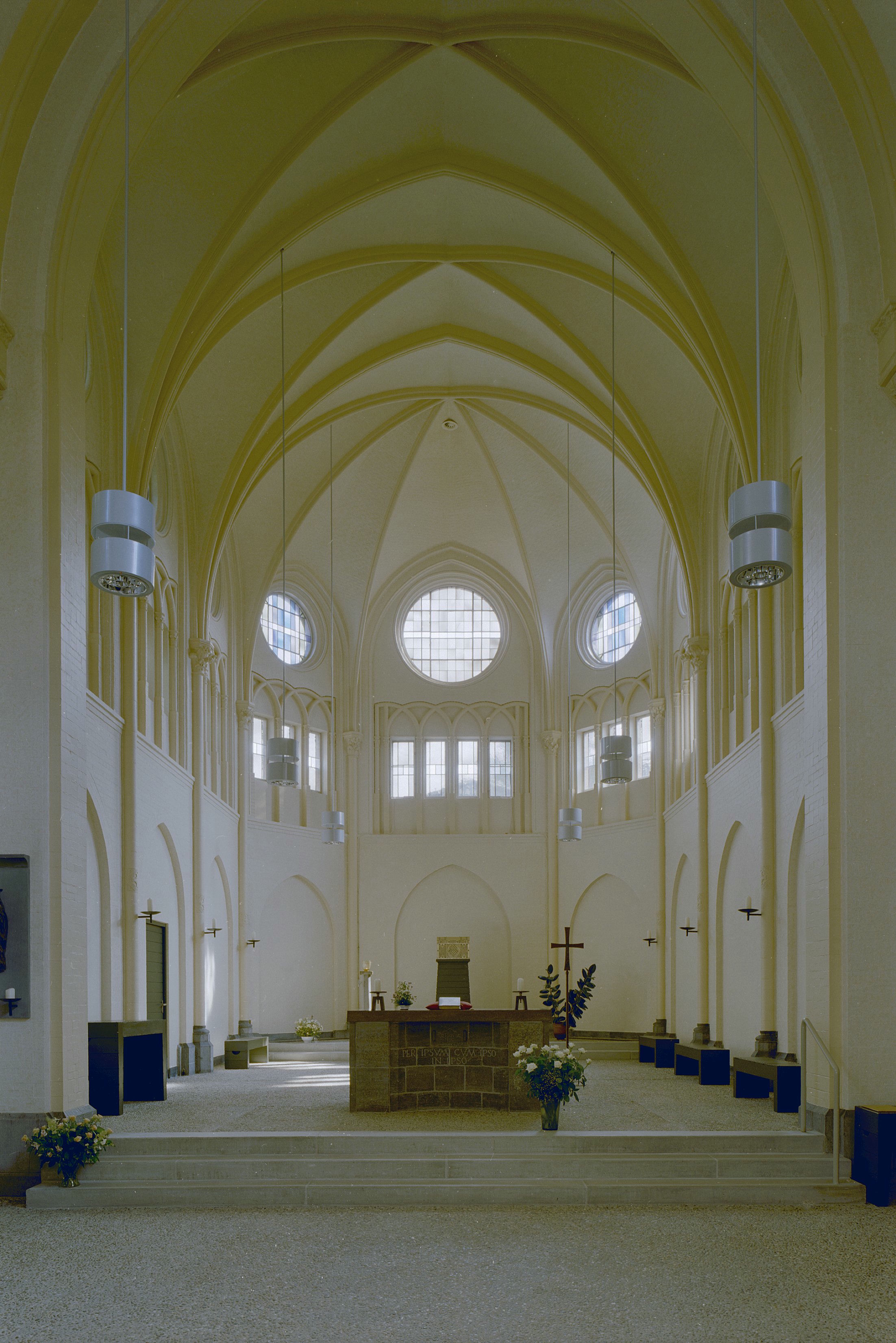
Altaar in de kloosterkerk
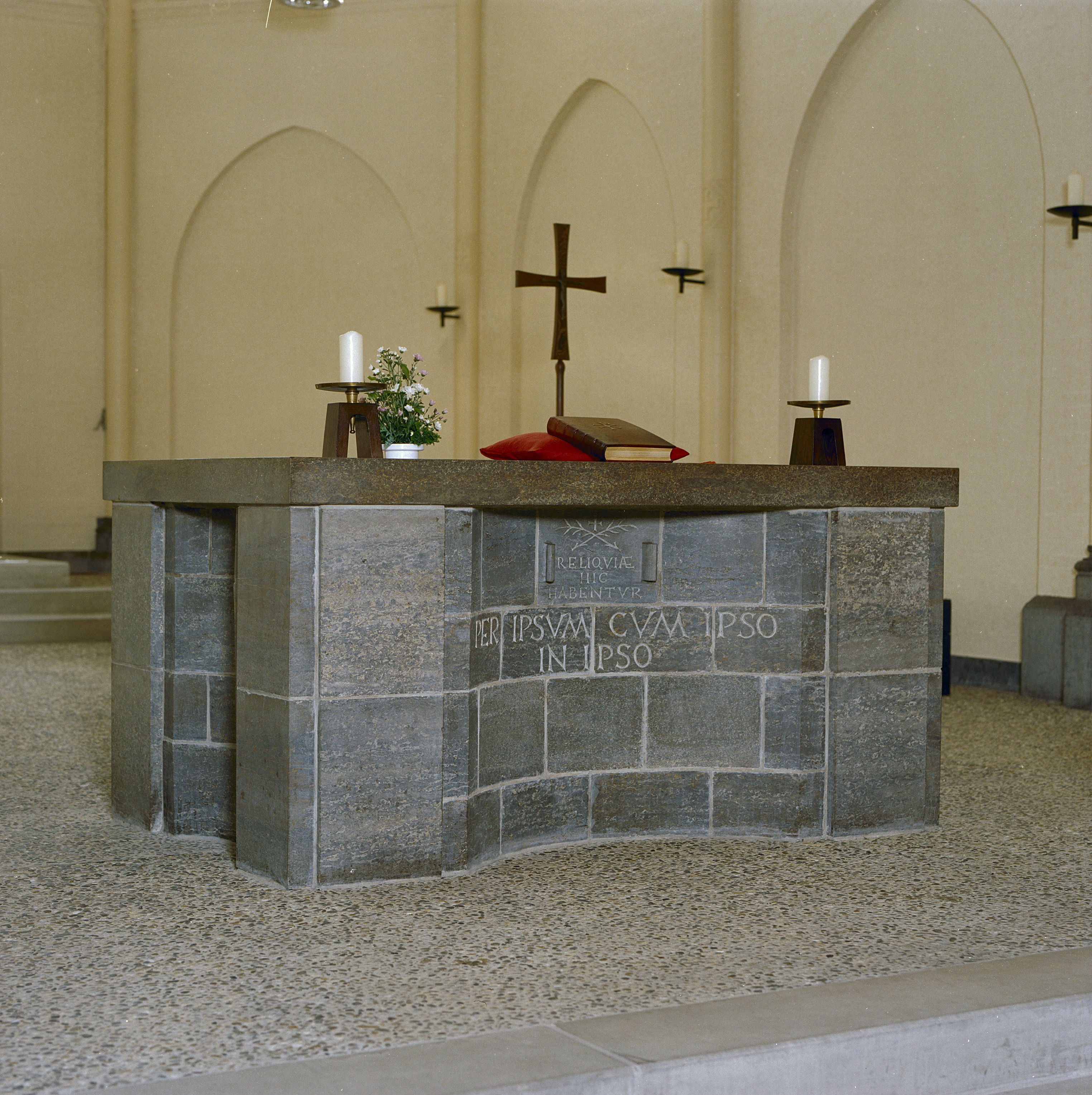
Close-up altaar
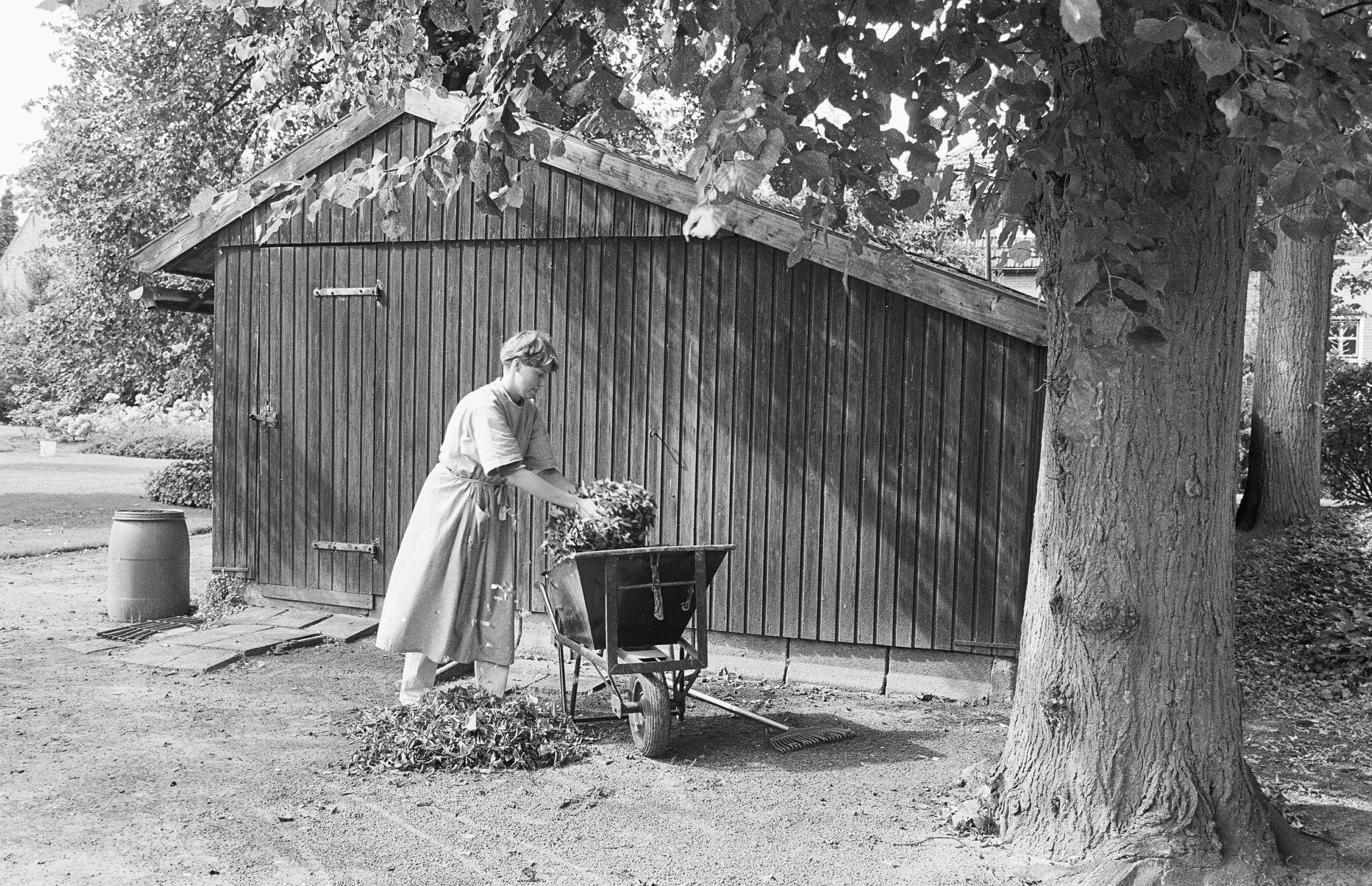
Zuster aan het werk in de tuin
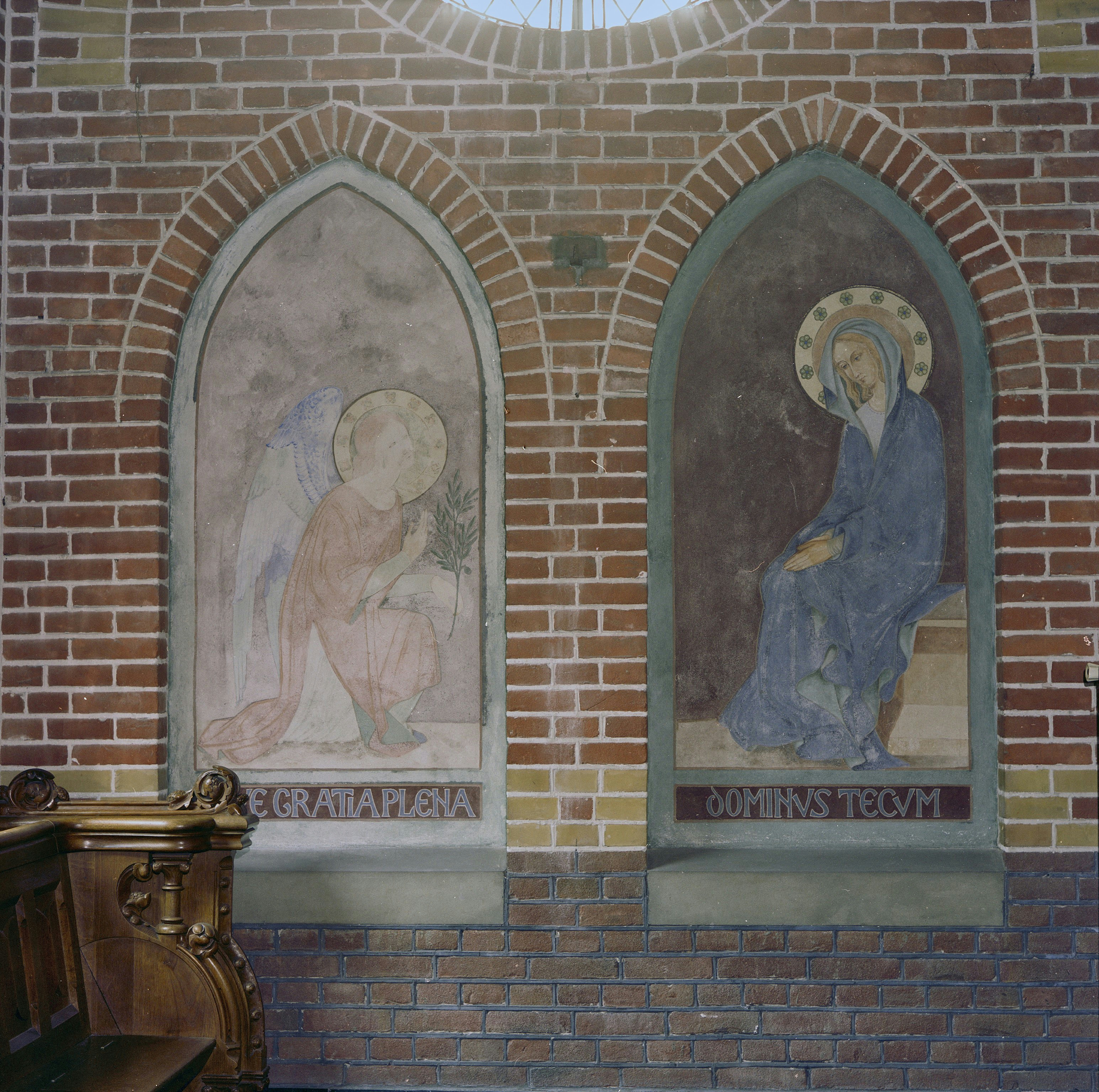
Interieurschildering
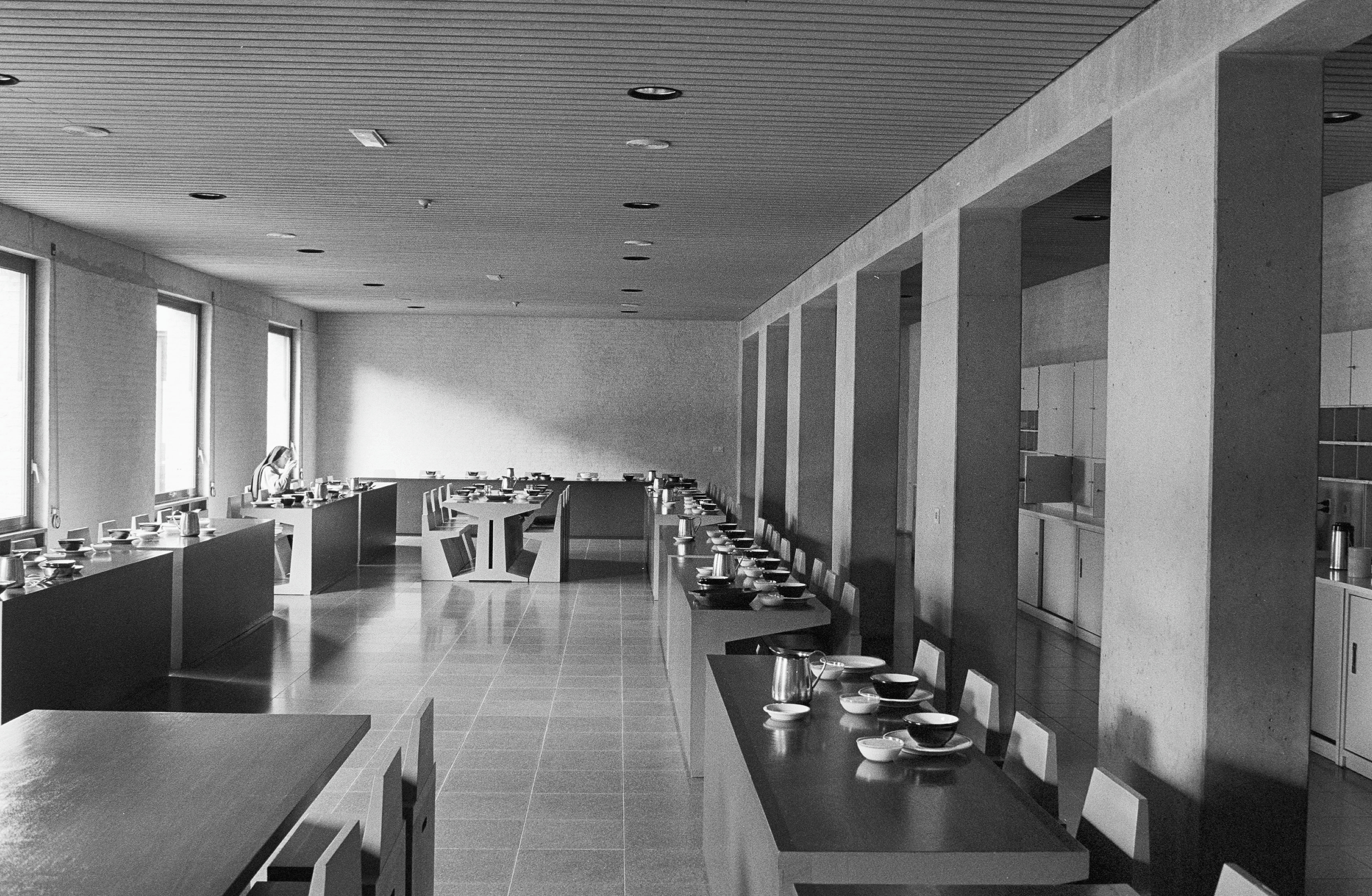
Eetzaal in nieuwbouw
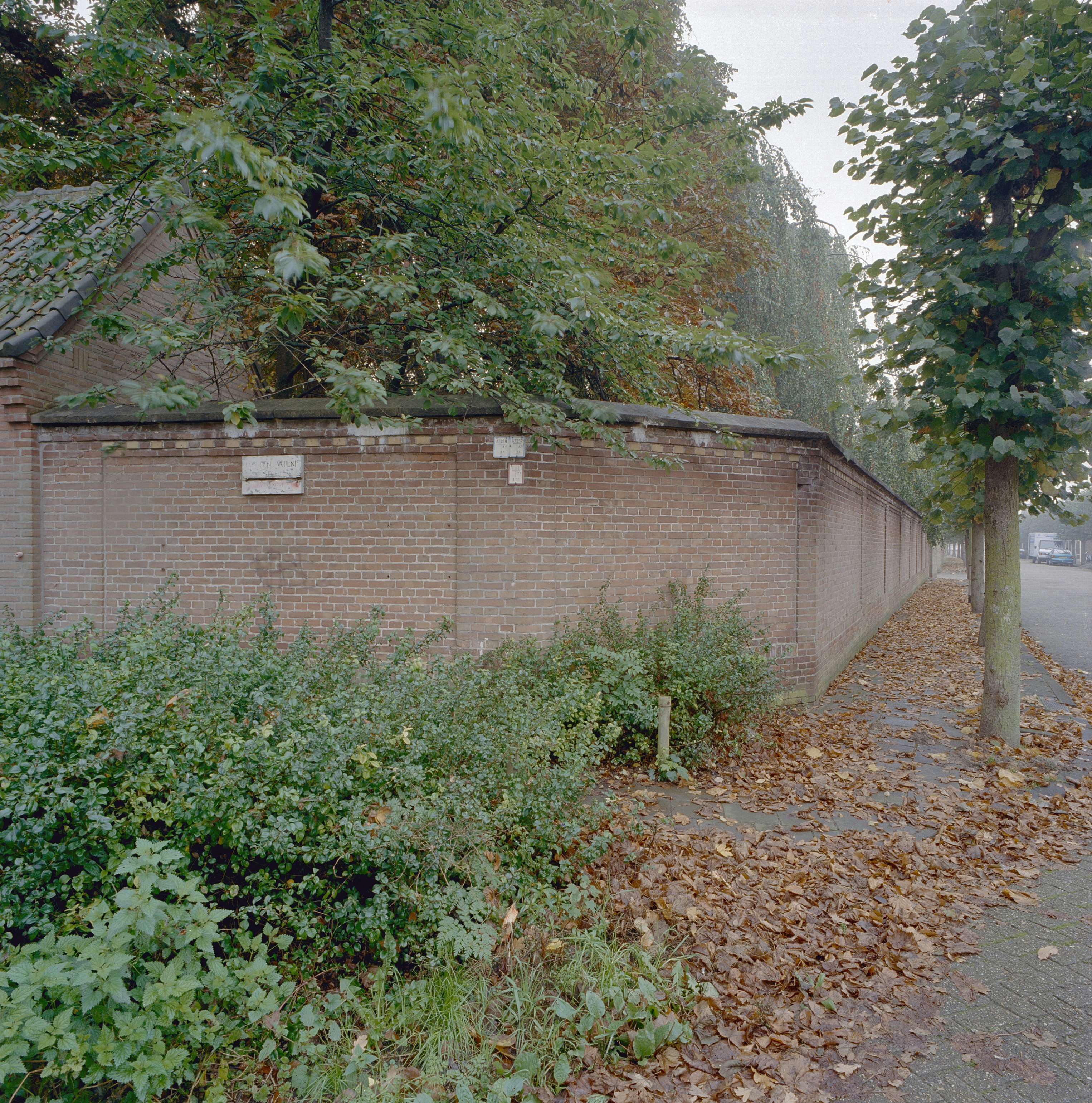
Kloostermuren